# Жирково
Жирко́во (рос. Жирково) — присілок у складі Дмитровського міського округу Московської області, Росія.

## Населення
Населення — 1 особа (2010; 2 у 2002).
Національний склад (станом на 2002 рік):
- росіяни — 100 %